# FC Barcelona Bàsquet
FC Barcelona Bàsquet – sekcja koszykówki FC Barcelony, powstała 24 sierpnia 1926 r. Należy do najbardziej utytułowanych drużyn w tej dyscyplinie. W 2003 r. zdobyła potrójną koronę wygrywając ligę, puchar i Euroligę. Domowe mecze rozgrywa w hali Palau Blaugrana.

## Historia

### Początki
W pierwszych rozgrywkach drużyna wzięła udział w 1927, startując w Campionat de Catalunya de Baloncesta. W tamtych latach w Katalonii dominowały takie kluby jak CE Europa, Laietà BC, CB Atlètic Gràcia i Société Patrie i dopiero w latach 40. Duma Katalonii dołączyła do czołówki. W czasie tej dekady zespół sześciokrotnie zdobył Copa del Generalissimo i raz przegrał w finale tych rozgrywek. W 1956 klub był jednym z założycieli hiszpańskiej ligi ACB, a trzy lata później zdobył dublet.

### Lata 60. i 70.
W 1961 prezydent Enric Llaudet rozwiązał drużynę pomimo popularności jaką się cieszyła. Jednak pod wpływem culés w 1962 odtworzono sekcję. W 1964 przeprowadzono reformę ligi zmniejszając liczbę drużyn z 14 do 8 i FC Barcelona znalazła się w Segunda División. W 1965 drużyna okazała się najlepsza na drugim froncie i powróciła do najwyższej klasy rozgrywkowej. W kolejnej dekadzie natomiast, koszykarze z Katalonii przyćmieni byli przez Real Madryt i Joventut Badalona.

### Lata 80.

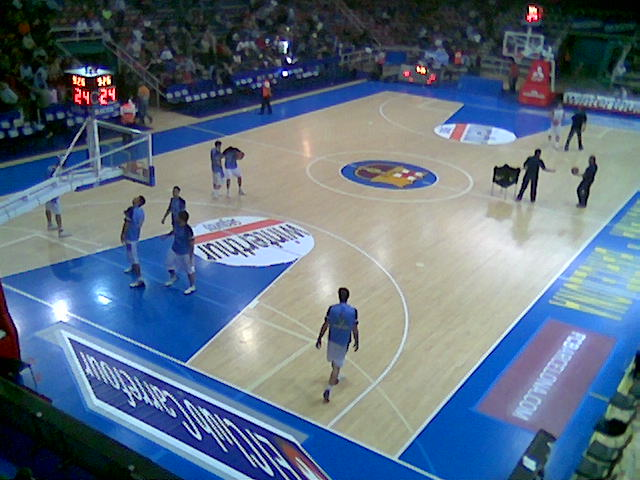
Koszykarze Barcelony podczas rozgrzewki w Palau Blaugrana

W latach 80. prezydent Josep Lluís Nuñez wprowadził drużynę do absolutnej czołówki hiszpańskiej i europejskiej. Trener Aito Garcia Reneses i tacy gracze jak Epi, Andres Jimenez, Sibilio, Audie Norris i Solozabal, dali klubowi sześć wygranych lig, pięć Pucharów Króla, 2 Puchary Zdobywców Pucharów, Puchar Koracia i Puchar Świata. Wciąż brakowało jednak Pucharu Europy, w którego finale FC Barcelona przegrała w 1984.

### Lata 90.
Wielkie sukcesy klub osiągał w latach 90. zdobywając kolejne tytuły mistrza kraju i 2 Puchary Króla. Koszykarze wciąż nie byli jednak w stanie wygrać Euroligi, pomimo że w finale tych rozgrywek grali w latach 1990, 1991, 1996 i 1997. Gwiazdą tamtej drużyny, która sześciokrotnie osiągnęła Final Four Euroligi był Juan Antonio San Epifanio.
Najważniejsze europejskie trofeum koszykarze z Barcelony zdobyli w 2003 roku. W finale, który odbył się w Palau Sant Jordi, pokonali Benetton Treviso, a ojcami sukcesu byli Dejan Bodiroga, Šarūnas Jasikevičius i Juan Carlos Navarro.

## Hale

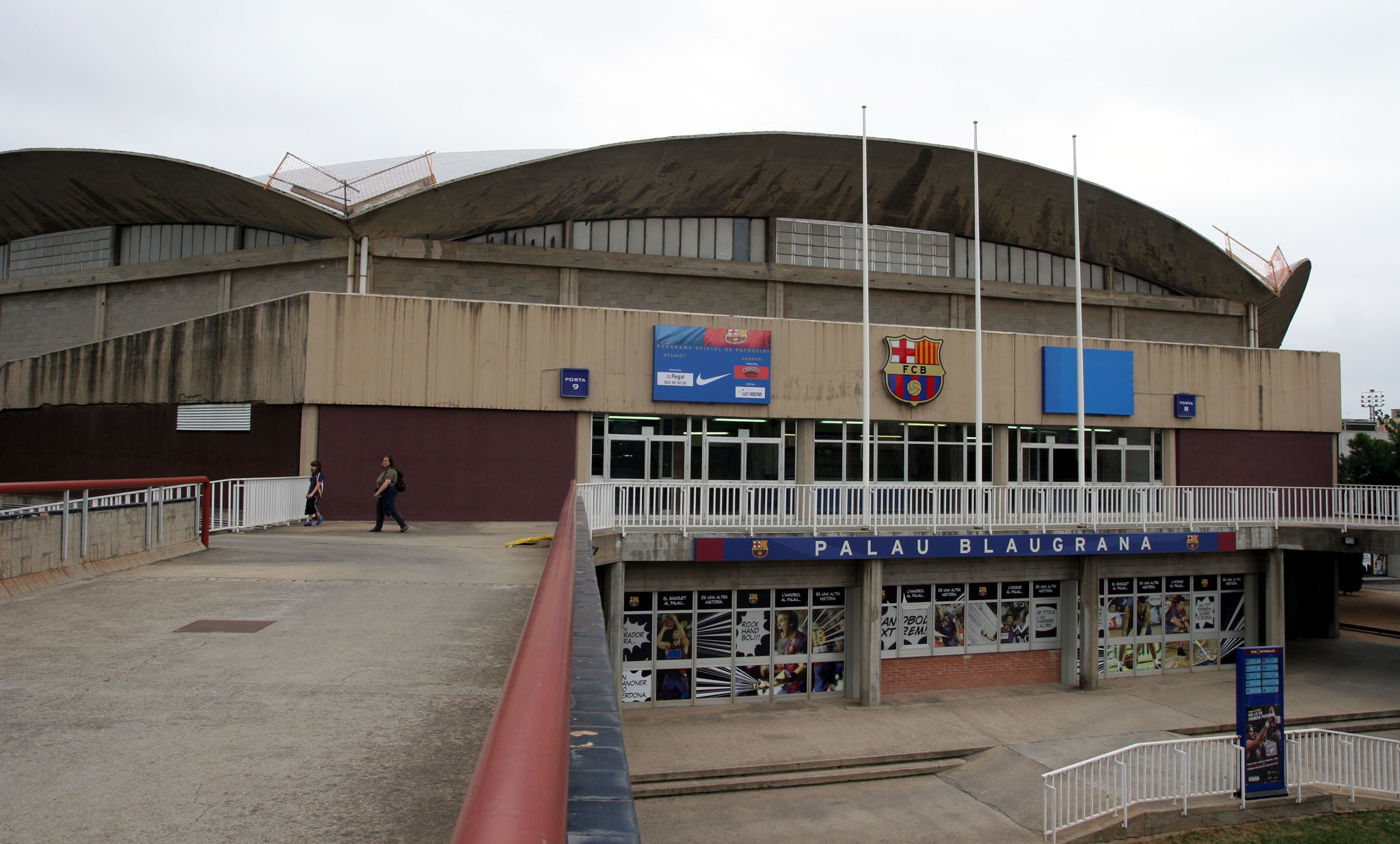
Palau Blaugrana

- Sol de Baix Sports Complex (1926–40)
- Les Corts Court (1940–71), zlokalizowana obok stadionu piłkarskiego Les Corts
- Palau Sant Jordi (1990–92), po 1992 roku wykorzystywana okazjonalnie do gier na własnym parkiecie
- Palau Blaugrana (1971–90, od 1992)

## Nazwy sponsorskie zespołu
| - FC Barcelona Banca Catalana 1993–97 - Winterthur FC Barcelona 2004–07 - AXA FC Barcelona 2007–08 - Regal FC Barcelona 2008–2011 - FC Barcelona Regal 2011–2013 - FC Barcelona Lassa 2015–2019 |

## Obecny skład
Stan na 4 listopada 2016
| nr | nar.              | Imię i nazwisko     | wzrost | waga   | data urodzenia      |
| -- | ----------------- | ------------------- | ------ | ------ | ------------------- |
| 2  | Stany Zjednoczone | Tyrese Rice         | 185 cm | 80 kg  | 15 maja 1987        |
| 5  | Stany Zjednoczone | Justin Doellman     | 208 cm | 102 kg | 3 lutego 1985       |
| 6  | Stany Zjednoczone | Joey Dorsey         | 206 cm | 112 kg | 16 grudnia 1983     |
| 8  | Hiszpania         | Pau Ribas           | 196 cm | 95 kg  | 2 marca 1987        |
| 9  | Nigeria           | Shane Lawal         | 208 cm | 105 kg | 8 października 1986 |
| 10 | Hiszpania         | Victor Claver       | 206 cm | 102 kg | 30 sierpnia 1988    |
| 11 | Hiszpania         | Juan Carlos Navarro | 192 cm | 91 kg  | 13 czerwca 1980     |
| 14 | Bułgaria          | Aleksandyr Wezenkow | 206 cm | 102 kg | 6 sierpnia 1995     |
| 20 | Szwecja           | Marcus Eriksson     | 201 cm | 94 kg  | 5 grudnia 1993      |
| 24 | Stany Zjednoczone | Bradley Oleson      | 191 cm | 91 kg  | 11 kwietnia 1983    |
| 25 | Finlandia         | Petteri Koponen     | 194 cm | 88 kg  | 13 kwietnia 1988    |
| 33 | Grecja            | Stratos Perperoglou | 203 cm | 104 kg | 7 sierpnia 1984     |
| 44 | Chorwacja         | Ante Tomić          | 217 cm | 119 kg | 17 lutego 1987      |

### Zastrzeżone numery
| Nr | Nar.      | Zawodnik                  | Poz. | Lata w klubie |
| -- | --------- | ------------------------- | ---- | ------------- |
| 4  | Hiszpania | Andrés Jiménez            | PF   | 1986–1998     |
| 7  | Hiszpania | Nacho Solozábal           | G    | 1978–1994     |
| 12 | Hiszpania | Roberto Dueñas            | C    | 1996–2005     |
| 15 | Hiszpania | Juan Antonio San Epifanio | F    | 1979–1995     |

## Trofea
Euroliga:
- 2002-03, 2009-10: 2

Liga hiszpańska (ACB):

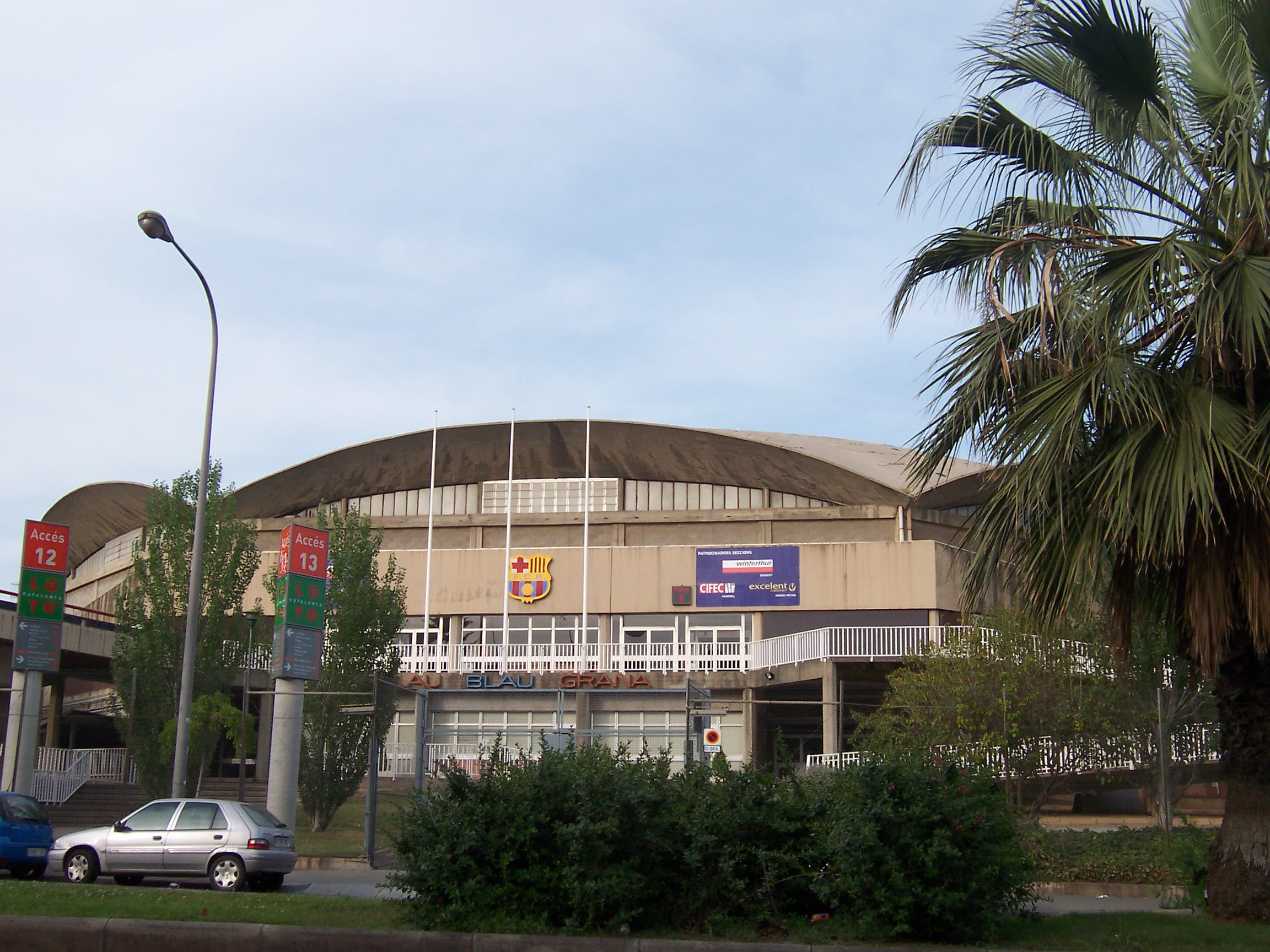
Palau Blaugrana

- 1958-59, 1980-81, 1982-83, 1986-87, 1987-88, 1988-89, 1989-90, 1994-95, 1995-96, 1996-97, 1998-99, 2000-01, 2002-03, 2003-04, 2008-09, 2010-11, 2011-12, 2013-14, 2020-21, 2022-23: 20

Puchar Króla:
- 1942-43, 1944-45, 1945-46, 1946-47, 1948-49, 1949-50, 1958-59, 1977-78, 1978-79, 1979-80, 1980-81, 1981-82, 1982-83, 1986-87, 1987-88, 1990-91, 1993-94, 2000-01, 2002-03, 2006-07, 2009-10, 2010-11, 2012-13, 2017-18, 2018-19, 2020-21, 2021-22: 27

Liga Katalonii:
- 1980, 1981, 1982, 1983, 1984, 1985, 1989, 1993, 1995, 2000, 2001, 2004, 2009, 2010, 2011, 2012, 2013, 2014, 2015, 2016, 2017, 2019: 22

Puchar Zdobywców Pucharów:
- 1984-85 1985-86: 2

Superpuchar Europy:
- 1986-87: 1

Klubowe Mistrzostwo Świata:
- 1985: 1

Puchar Koracia:
- 1986-87, 1998-99: 2

Mistrzostwo Katalonii:
- 1941–1942, 1942–1943, 1944–1945, 1945–1946, 1946–1947, 1947–1948, 1949–1950, 1950–1951, 1954–1955: 9

Superpuchar Hiszpanii:
- 1987, 2004, 2009, 2010, 2011, 2015: 6

Puchar Księcia Asturii:
- 1987-88: 1

## Nagrody indywidualne
| MVP ACB - Juan Carlos Navarro – 2006 MVP finałów ACB - Xavi Fernández – 1996 - Roberto Dueñas – 1997 - Derrick Alston – 1999 - Pau Gasol – 2001 - Šarūnas Jasikevičius – 2003 - Dejan Bodiroga – 2004 - Juan Carlos Navarro – 2009, 2011, 2014 - Erazem Lorbek – 2012 MVP Pucharu Hiszpanii - Pau Gasol – 2001 - Dejan Bodiroga – 2003 - Jordi Trias – 2007 - Fran Vázquez – 2010 - Alan Anderson – 2011 - Pete Mickeal – 2013 MVP Superpucharu Hiszpanii - Dejan Bodiroga – 2004 - Juan Carlos Navarro – 2009–2011 MVP miesiąca ACB - Artūras Karnišovas – grudzień 1995 - Fran Vázquez – marzec 2009 - Boniface N’Dong – kwiecień 2012 - Ante Tomić – luty 2013 - Maciej Lampe – marzec 2014 - Tomáš Satoranský – kwiecień 2016 Trener Roku ACB - Xavi Pascual 2010–2012, 2016 I skład ACB - Dejan Bodiroga – 2004 - Juan Carlos Navarro – 2006, 2007, 2009, 2010 - Fran Vázquez – 2009 - Erazem Lorbek – 2010, 2012 - Ricky Rubio – 2010 - Ante Tomić – 2013 II skład ACB - Tomáš Satoranský – 2016 I skład młodych zawodników ACB - Álex Abrines – 2014, 2015 Zwycięzcy konkursu wsadów ACB - Francisco Elson – 2001 | MVP Euroligi - Juan Carlos Navarro – 2009 MVP Final Four Euroligi - Dejan Bodiroga – 2003 - Juan Carlos Navarro – 2010 Wschodząca Gwiazd Euroligi - Ricky Rubio – 2010 - Álex Abrines – 2016 I skład Euroligi - Dejan Bodiroga – 2003, 2004 - Juan Carlos Navarro – 2006, 2007, 2009–2011 - Erazem Lorbek – 2011 - Ante Tomić – 2013, 2014 II skład Euroligi - Pau Gasol – 2001 - Erazem Lorbek – 2010 - Juan Carlos Navarro – 2012, 2013 - Ante Tomić – 2015 Skład dekady (2001–2010) Euroligi - Juan Carlos Navarro - Dejan Bodiroga - Šarūnas Jasikevičius 50 największych osobowości Euroligi - Dejan Bodiroga - Aleksandar Đorđević - Juan Antonio San Epifanio - Šarūnas Jasikevičius |

### Uczestnicy meczu gwiazd ACB
- Šarūnas Jasikevičius – 2001, 2003
- Artūras Karnišovas – 2x 2001
- Dejan Bodiroga – 2003
- Juan Carlos Navarro – 1999, 2x 2001, 2003

### Inne
| MVP Pucharu Interkontynentalnego FIBA - Juan Antonio San Epifanio – 1987 50 najwybitniejszych zawodników w historii rozgrywek FIBA - Francisco Buscató - Juan Antonio San Epifanio | Trener Roku AEEB (Trener Roku Hiszpanii według Asociación Española de Entrenadores de Baloncesto) - Aíto García Reneses – 1990 - Xavi Pascual – 2009–2011 |

## Liderzy statystyczni
| Punkty - 2007 – Juan Carlos Navarro Bloki - 2009 – Fran Vázquez | Punkty - 1960 – Alfonso Martínez - 1977 – Bob Guyette Wszech czasów ACB w blokach - Fran Vázquez |

## Rekordy
(Stan na 7 grudnia 2016)

### Klubu
Drużynowe
- Najwięcej punktów, uzyskanych w jednym spotkaniu: FC Barcelona 147–106 Cajabilbao (1986/87)
- Najwyższa różnica punktów: 74 – FC Barcelona 128–54 Mataró (1972/73)
- Najwyższa różnica punktów (przeciw): 60 – Real Madryt 125–65 FC Barcelona (1973), Real Madryt 138–78 FC Barcelona (1977)

Indywidualne
- Najwięcej spotkań rozegranych w barwach FC Barcelony: Juan Antonio San Epifanio „Epi” (421)
- Najwięcej minut rozegranych w barwach FC Barcelony: Juan Antonio San Epifanio „Epi” (11758)
- Najwięcej punktów, uzyskanych w barwach FC Barcelony, w kerierze: Juan Antonio San Epifanio „Epi” (7028)
- Najwięcej uzyskanych asyst: Juan Carlos Navarro (932)*[4]
- Najwięcej uzyskanych zbiórek: Roberto Dueñas (2113)
- Najwięcej uzyskanych bloków: Roberto Dueñas (266)
- Najwięcej celnych rzutów za 3 punkty: Juan Carlos Navarro (684)*[4]
- Najwięcej przechwytów: Nacho Solozábal (611)

Nota: Zawodnicy oznaczeni * są nadal aktywnymi graczami Barcelony.

### ACB
Indywidualne
- Najwięcej punktów w jednym meczu: 54 – Juan Antonio San Epifanio – FC Barcelona vs. Joventut Massana, 18 lutego 1984
- Najwięcej celnych rzutów za 3 punkty w jednym meczu: 12 – Jacob Pullen – FC Barcelona vs CB Valladolid, 8 marca 2014
- Najwięcej bloków w jednym meczu: 12 – Fran Vázquez – FC Barcelona vs Grupo Capitol Valladolid, 7 stycznia 2007

Drużynowe
- Najwięcej punktów w meczu: 147 – FC Barcelona vs Cajabilbao 147–106, 31 stycznia 1987
- Największa różnica punktów w meczu: 59 – FC Barcelona vs CB Valladolid 109–50, 15 grudnia 2013